# Basel·làcies

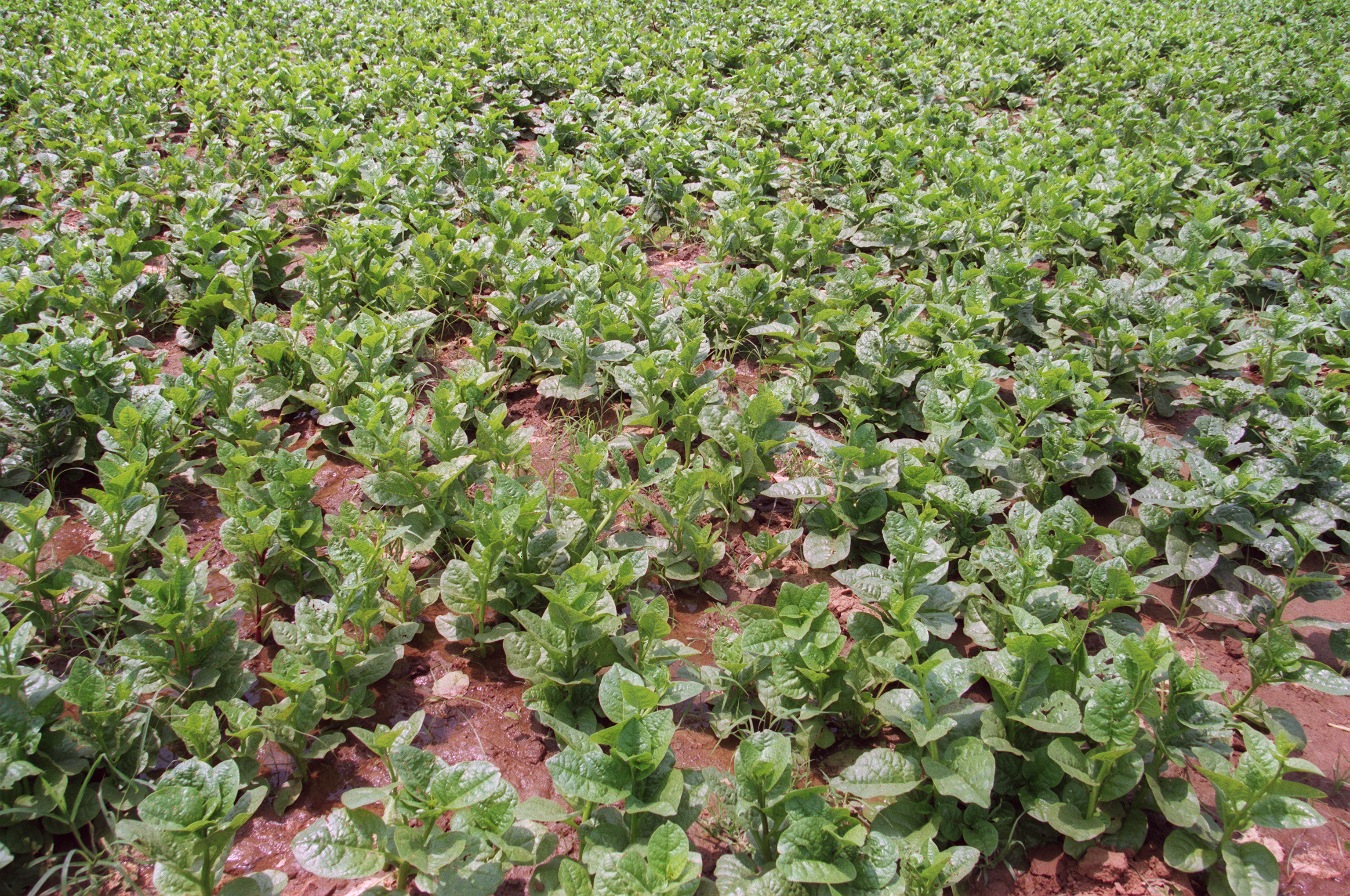
Camp de conreu de Basella alba a l'Índia

Les basel·làcies (Basellaceae) són una família de plantes angiospermes de l'ordre de les cariofil·lals (Caryophyllales), dins del clade de les astèrides.
Conté 19 espècies, agrupades en quatre gèneres. Inclou espècies natives d'Àfrica i Amèrica, la presència a l'Índia i el sud-est d'Àsia es considera com una introducció, tot i que alguns autors tracten espècies del gènere Basella com a natives d'aquesta zona.

## Descripció
Són plantes perennes en forma de lianes o plantes herbàcies enfiladisses o reptants. Les fulles són simples, habitualment enteres i es disposen de manera alternada o sub-oposada. Les flors acostumen a ser hermafrodites, de vegades són funcionalment unisexuals,  s'agrupen en inflorescències terminals o axil·lars en espiga, cimoses, racemoses o en panícula; tenen quatre bràctees a la base del calze i 5 sèpals al periant, tot i que el seu nombre pot oscil·lar entre 4 i 13, blanquinosos o acolorits. A l'androceu acostuma a haver-hi 5 estams, però el seu nombre pot variar entre 4 i 9, les anteres tenen dues teques. Al gineceu l'ovari és súper, unilocular, amb placentació basal i amb un sol òvul. El fruit és un pixidi unilocular embolcallat pel periant. Alguns autors consideren com a sèpals les dues bràctees superiors del calze i pètals el que altres consideren sèpals.

## Taxonomia
Aquesta família va ser publicada per primer cop l'any 1837, sota el nom de Basellides, a la tercer part de l'obra Flora Telluriana pel botànic estatunidenc Constantine Samuel Rafinesque (1783-1840).

### Gèneres
Dins d'aquesta família es reconeixen els quatregèneres següents:
- Anredera Juss.
- Basella L.
- Tournonia Moq.
- Ullucus Caldas

## Usos
Entre els usos alimentaris es poden citar els tubercles d'Ullucus tuberosus, un conreu important als Andes, les fulles de l'espinac malabar (Basella alba), que són utilitzades com a verdura i els fruits de Basella que s'utilitzen com a colorant alimentari. D'altra banda, algunes espècies del gènere Anredera tenen usos com a plantes ornamentals.